# Keno I tom Brok

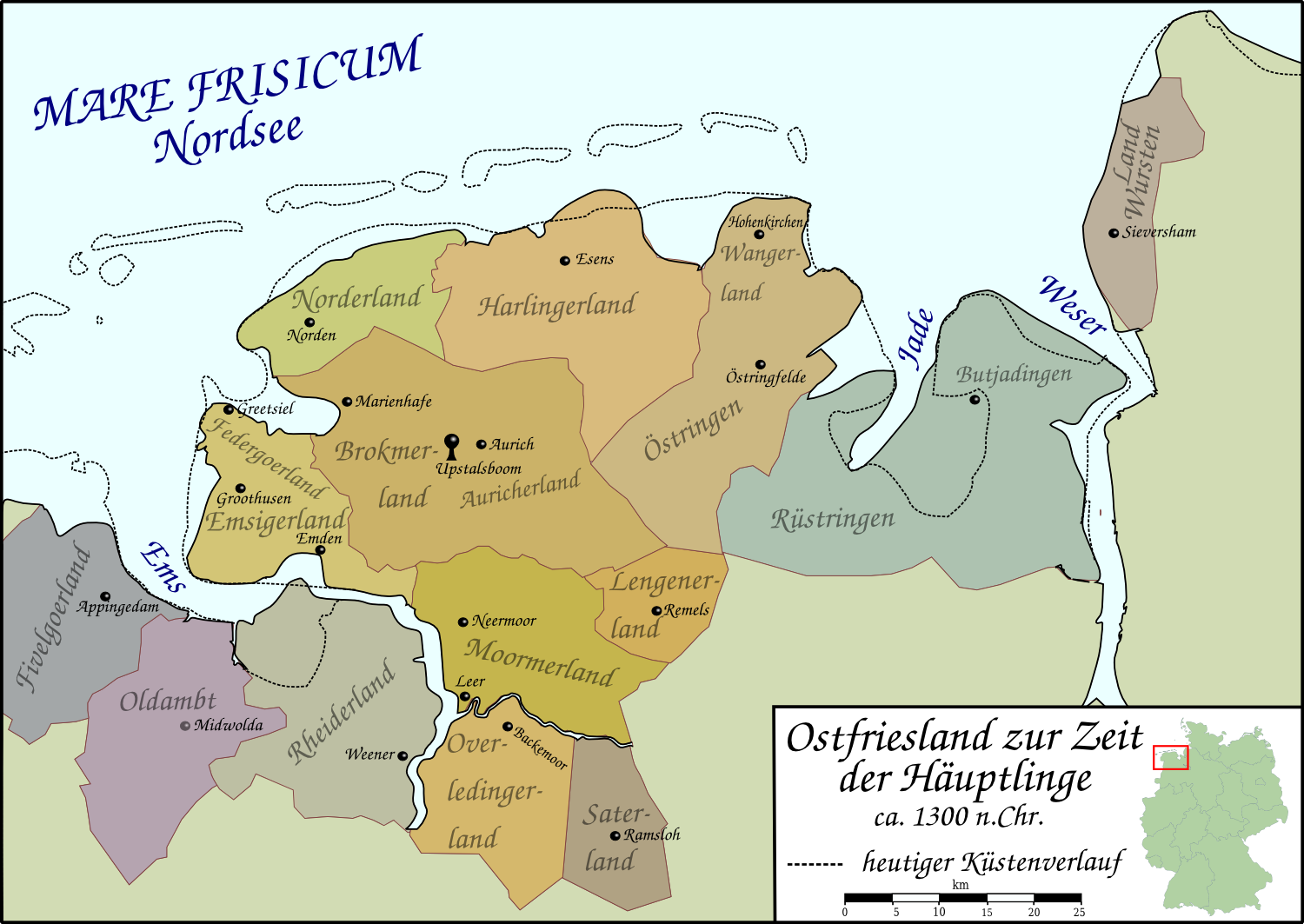
Oost-Friesland rond 1300

Keno I tom Brok (? – 1376) was een Friese krijgsheer en hoofdeling. Hij was de zoon van Hilmer.
Keno I tom Brok is de vroegste geschiedkundige vertegenwoordiger van de familie en werd in 1347 heer over Broke, Marienhafe en Aurich. In 1347 werd hij voor de eerste keer in een oorkonde vermeld, waarin hij als nobilis vir met als patroniem Keno Hilmerisna in Brocmania.
In 1371 werd Keno I tom Brok in een pauselijke genadebrief voor het eerst capitaneus Brocmanie genoemd, hetgeen hoofdling van het Brokmerland betekent. Voor deze tijd, vermoedelijk rond 1361 is hij geklommen tot de positie van een landshoofdeling. De familie hernoemde zich, naar erkenning van het land, naar Tom Brok.

Keno I tom Brok voerde in 1361 de landmacht tegen Edo Wiemken aan.